# Im Nebel (Bykau)

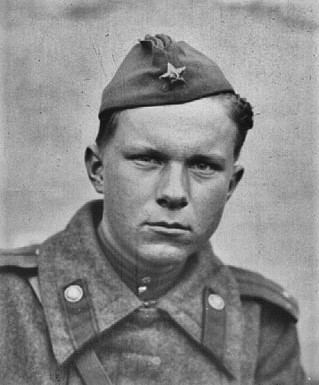
Wassil Bykau im Jahr 1944

Im Nebel (belarussisch У тумане U tumane, russisch В тумане W tumane) ist eine Novelle des belarussischen Schriftstellers Wassil Bykau, die 1987 entstand und im Juliheft desselben Jahres in der Moskauer Literaturzeitschrift Druschba narodow – aus dem Belarussischen ins Russische übertragen – erschien.
2012 verfilmte Sergei Loznitsa die Novelle bei Belarusfilm in Minsk mit Wladimir Swirski als Eisenbahner Suschtschenja, Wladislaw Abaschin als Aufklärungspartisan Kolja Burau und Sergei Kolessow als ehemaligen Parteiarbeiter Wojzik. Der Film kam am 15. November 2012 unter dem Originaltitel in die deutschen Kinos.

## Inhalt
Spätherbst 1942 im besetzten Belarus: An der Bahnlinie, die nahe dem Dorf Maszischtscha über die Wyspjanski-Brücke führt, hatte ein Reparaturtrupp belarussischer Eisenbahner bei erforderlichen Ausbesserungsarbeiten am Gleisbett einen Schienenstoß abgeschraubt und ein Gleis zur Seite gerückt. Die Eisenbahner wollten ihrem neuen Chef Jaraschewitsch, einem Günstling der Deutschen, einen Denkzettel verpassen. Der nächste deutsche Zug mit Nachschub für die Ostfront entgleiste. Drei der Eisenbahner wurden von den Deutschen erhängt und einer – der 37-jährige Suschtschenja aus Maszischtscha – freigelassen. Suschtschenja war gegen die unbesonnene Aktion gewesen, hatte aber mitgemacht, weil er nicht als Kriecher vor den Deutschen erscheinen mochte.
Die Abteilung der Partisanen in dem um die dreißig Kilometer von Maszischtscha entfernten Wald hatte die Erschießung Suschtschenjas beschlossen. Darauf hatte der Kommandeur Oberleutnant Truschkewitsch die beiden Partisanen Burau und Wojzik auf zwei Pferden zur Vollstreckung des Todesurteils ausgeschickt. Der erfahrene 26-jährige Aufklärer und Kundschafter Burau hatte das Kommando bekommen. Vor dem Kriege hatte er im Fernen Osten gedient. Burau erschießt den in seiner Bauernkate anwesenden Suschtschenja nicht kurzerhand, sondern unterhält sich eine halbe Stunde in der Kate mit dem ehemaligen Nachbarn. Suschtschenja hat die Partisanen erwartet und sich mit dem Todesurteil abgefunden. Der Familienvater beschwichtigt seine junge Frau Anelja und den kleinen Sohn Hryscha. Darauf gehen beide Männer hinaus zu dem bei den Pferden im Abenddunkel wartenden Wojzik. Suschtschenja, der weiß, was ihn erwartet, nimmt sich zum Ausheben seines Grabes einen Spaten mit. Es kommt jedoch anders. Als Suschtschenja das Grab – abseits des Dorfes im Wald – fast fertig ausgehoben hat, eröffnet ein Kommando der örtlichen Polizei das Feuer. Burau wird die Hüfte von einer Kugel durchschlagen. Suschtschenja versucht keine Flucht. Gar nicht wie ein Verräter, schleppt der Eisenbahner den Schwerverletzten aus der Schusslinie. Der Kundschafter verblutet allmählich.
Der Leser glaubt mit der Zeit der Beteuerung Suschtschenjas, dieser sei kein Verräter und wisse nicht, weshalb er von den Deutschen freigelassen wurde. Dem Leser schwant, der SD in der Person des Untersuchungsführers Dr. Großmeier habe den Partisanen eine teuflische Falle gestellt, die prompt zuschnappt.
Der Rest des Geschehens läuft im titelgebenden belarussischen Novembernebel ab, der kalt unter den Tannen ausgedehnter Waldungen hervorquillt. Wojzik – seitab im Busch – hat bei dem Feuerüberfall der Polizei die Pferde verloren. Auf der Suche nach einem Gespann für den Verwundetentransport bleibt er lange weg. Als er ohne Fahrgelegenheit zurückkommt, ist Burau inzwischen seiner Verletzung erlegen. Suschtschenja hat den schwarzen Revolver des Toten an sich genommen. Auf dem Marsch ins Lager der Partisanen trägt der hünenhafte Suschtschenja den bleischweren Toten auf dem Rücken. Selbst nach dem Tode Buraus, der zu Lebzeiten an den ehemaligen Nachbarn geglaubt hat, glimmt in Suschtschenja ein Fünkchen Hoffnung, das da umschrieben werden kann mit: Vielleicht nehmen mich die Partisanen doch auf.
Der schwächliche Wojzik hat mit den zwei Gewehren der Partisanen genug zu schleppen. Wojzik überlässt dem ortskundigen Suschtschenja die Führung. Als Wojzik die Gegend um die weitere Umgebung des Lagers der Partisanen endlich wiedererkennt, will er Suschtschenja erschießen. Wie soll er sonst mit einem lebenden Verräter dem unnachgiebigen Kommandeur Truschkewitsch unter die Augen treten? Zuvor muss der Todeskandidat Suschtschenja dem übervorsichtigen Partisanen Wojzik bei der gefahrvollen Überquerung der Chaussee behilflich sein. Suschtschenja geht mit dem Toten auf dem Rücken zuerst über die Straße. Als Wojzik folgen will, wird er von feuernden Polizisten getroffen. Wojzik lebt nach dem ersten Treffer noch. Wojziks allerletzte Erkenntnis: Der Polizist, der ihm mit einem Kopfschuss den Rest gibt, ist ein Nachbar, dessen Familie Wojzik in der Not einmal behilflich gewesen war.
Suschtschenja, der – wie die anderen am Sabotageakt beteiligten Eisenbahner – nach der Festnahme täglich morgens und abends vom SD verhört und gefoltert worden war, ist seit seiner Freilassung ein gebrochener Mann. Burau war der erste und einzige gewesen, der anscheinend an Suschtschenjas Unschuld geglaubt hatte. Denn er hatte zu Wojzik gesagt: „Rühr Suschtschenja nicht an!“ Von allen im Dorf – selbst von Anelja – als Verräter angesehen, hofft er nach dem Tode seiner zwei Häscher nicht mehr an ein Weiterleben unter den Partisanen und erschießt sich mit Buraus Revolver.

## Wojzik
Im Erzählablauf wird – bedingt durch den relativ frühen Tod Buraus – der anfangs farblose Wojzik zum Protagonisten dieser psychologischen Novelle. Durch bündige Statements des Erzählers wird der Eisenbahner rasch zur simpel strukturierten Person deklariert: „Sie hängen den Mantel in den Wind. Aber genau darin lag Suschtschenjas Unglück, das konnte er nicht. Ja, er hatte es nie gewollt, hatte immer er selber bleiben wollen, der er eben war.“. Nicht aber Wojzik!
Wassil Bykau schlägt in diesem Spätwerk ganz neue Töne an. Waren in den frühen Partisanengeschichten des Autors die Protagonisten meistens versprengte Soldaten, die nach dem Ausbruch aus der Einkesselung bis zum Tode weiterkämpften, so wird dem Leser mit dem Partisanen Wojzik ein Belarusse mit allen erdenklichen menschlichen Schwächen präsentiert. Während der handwerklich geschickte Burau, bevor er zu den Partisanen geht, seinen GAZ-AA unbrauchbar macht, ist der Abgang in die Illegalität des ehemaligen Mitarbeiters im Exekutivkomitee Wojzik alles andere als ruhmvoll. Wojzik liefert durch sein Abtauchen die eigene Mutter dem Gegner aus. Letzterer bringt die selbstlose ältere Frau ums Leben.
Wojzik, vor dem Kriege Instrukteur der Abteilung Landwirtschaft im Landkreis Lepel, merkt bei den Partisanen als einfacher Soldat bald, solche Praktiker wie Burau können im Gegensatz zu ihm kräftig zupacken. Die Prinzipienfestigkeit der „Parteiarbeiter“ ist im Wald unter Partisanen weniger gefragt. Vielmehr werden Körperkraft und Ausdauer gebraucht. Der eigentliche Verräter in der Novelle ist nicht der grundehrliche Suschtschenja, sondern Wojzik, der drei ehemalige Mitarbeiter des Kreissowjets, die sich im Wojnouski-Wald in einer Erdhütte verborgen halten, ans Messer liefert.
Als eine Stärke dieses Spätwerks Wassili Bykaus gegenüber den früheren Partisanengeschichten erscheint das Vermeiden jeglicher Schwarzweißmalerei. Alles Wesentliche in der Novelle liegt im titelgebenden Nebel verhüllt. Jedes Ding – oder auch jede der näheren Betrachtung würdige Person – hat mindestens zwei Seiten. Wer Wojzik als Verräter abstempelt, muss bedenken, Wojzik als Parteiarbeiter – also als Mitglied des Kreisaktivs – wurde 1942 von den Deutschen gejagt.

## Deutschsprachige Ausgaben
- Wassil Bykau: Im Nebel. Aus dem Russischen von Werner Rode. Sowjetliteratur Heft 6/1988
- Wassil Bykau: Im Nebel. Novelle. Aus dem Russischen von Werner Rode. Verlag Volk und Welt. Berlin 1990 (1. Aufl., verwendete Ausgabe), ISBN 3-353-00604-4